# كف ويطق (حديبو)

تعديل مصدري - تعديل

كف ويطق هي إحدى قرى مديرية حديبو التابعة لمحافظة سقطرى، بلغ تعداد سكانها 20 نسمة حسب تعداد اليمن لعام 2004.